# Quinto Fábio Máximo (cônsul em 45 a.C.)
Quinto Fábio Máximo (m. 45 a.C.; em latim: Quintus Fabius Maximus), dito Sanga, foi um político da gente Fábia da República Romana eleito cônsul sufecto em setembro de 45 a.C. com Caio Trebônio depois da renúncia de Júlio César. Era filho ou neto de Quinto Fábio Máximo Alobrógico, cônsul em 121 a.C., e pai de Paulo Fábio Máximo, cônsul em 11 a.C., de Quinto Fábio Máximo Africano, cônsul em 10 a.C., e de Fábia Paulina, esposa de Marco Tício, cônsul em 31 a.C..

## Carreira
Fábio apareceu pela primeira vez nos registros em 59 a.C. quando, juntamente com Marco Célio Rufo, processou Caio Antônio Híbrida por extorsão em sua província, a Macedônia. Embora Cícero tenha servido como advogado principal pela defesa, Fábio Máximo e Célio Rufo venceram. Foi eleito edil curul em 57 a.C. e, durante seu mandato, restaurou o Arco de Fábio ("Fornix Fabianus"), construído por seu avô. Em algum momento antes de 48 a.C. foi eleito pretor e, dois anos depois, foi um dos legados de Júlio César na guerra civil. Máximo foi enviado por ele até a Hispânia com Quinto Pédio no comando das tropas enviadas da Sardenha para combater os pompeianos, liderados pelo próprio Pompeu.
Chegando lá, nenhum deles quis arriscar o enfrentamento com a força de Pompeu, que tinha superioridade numérica, e permaneceram acampados em Oculbo esperando pela chegada do próprio César. Uma vez reunidas as forças cesarianas, Pompeu foi derrotado na Batalha de Munda em 17 de março de 45 a.C.. Depois da vitória, César deixou Máximo cercando a cidade de Munda, que ele tomou e, possivelmente, destruiu. Em seguida, Máximo marchou contra a cidade de Ursao.
César e Máximo retornaram a Roma e, como recompensa pelos serviços prestados, César, depois de renunciar ao seu consulado individual em setembro, instalou Máximo com Caio Trebônio como cônsul sufecto em 1 de outubro de 45 a.C; o povo atendeu o pedido de César e votou em seus candidatos. Porém, a situação estava longe de ser pacífica. Em uma ocasião, quando Máximo entrou em um teatro e seus lictores pediram que a audiência se levantasse em respeito, cidadãos anti-cesarianos revelaram seu descontentamento gritando "Ele não é cônsul!".
Máximo celebrou um triunfo por suas vitórias na Hispânia em 13 de outubro, mas no último dia de seu mandato, em 31 de dezembro de 45 a.C, acabou falecendo. Ele foi substituído por Caio Canínio Rébilo nas horas remanescentes do ano.